# Joupan
Un joupan désigne en français un hobereau, chef de certaines collectivités, territoriales ou non, en Europe centrale et balkanique, dans l’histoire des pays suivants : Bosnie-Herzégovine, Bulgarie, Croatie, Hongrie, Macédoine, Moldavie, Roumanie, Serbie, Slovaquie et Slovénie.
En langues slaves le nom est : župan ou жупън (župăn), en hongrois ispán, en roumain jupân, en grec moderne γυπανος / gypanos[Information douteuse] et en latin comes. Le nom provient du slavon жупынь signifiant « maître d’une terre ».

## Graphie
Aujourd’hui, la graphie la plus communément admise en français est joupan empruntée du bulgare жупън et du roumain jupân, mais on rencontre aussi la forme ispan empruntée au hongrois. Ces variantes tiennent essentiellement au fait que le terme a été adopté à partir de plusieurs langues à différentes époques.
À titre d’exemple, voici quelques-unes des formes prises par ce terme dans la langue d’origine :
- formes grecques : γυπανος ou ζουπανος (gypanos, zoupanos)
- forme hongroise : ispán
- forme roumaine : jupân
- forme vieux slave : жѹпанъ (en alphabet latin : županŭ).

## Définition
De même que sa graphie, le sens exact du mot évolue selon les époques et les pays.

## Usage
Dérivé du slavon жѹпанъ (županŭ), le titre de joupan ou ispan était utilisé à l’époque médiévale comme appellation de politesse pour les boyards, les knèzes, les voïvodes et autres détenteurs de charges en Europe centrale et orientale. On y retrouve pan qui signifie "monsieur" dans les langues slaves occidentales modernes.
En hongrois, ispán (prononcé "ichpanne") est devenu synonyme de comte.
Le terme d’origine latine correspondant est seigneur (ou Monseigneur).

## Hongrie
En Hongrie, le titre d’ispán était donné jusqu’à l’avènement du régime communiste aux dignitaires les plus importants, initialement au commandant d’une forteresse, et ensuite, le plus souvent, au gouverneur placé par le roi à la tête d’un comitat.

## Transylvanie
En Transylvanie (principauté multiethnique liée à la Couronne hongroise) les joupans (en roumain жѹпънь-jupâni, en hongrois oláhispánok) étaient initialement des hobereaux « valaques » et orthodoxes, gouvernant leurs communautés selon le Jus valachicum (Vlach Jog) garanti par la charte des privilèges de 1383, révoquée pour eux après l’échec de la révolte de Bobâlna (1437-38). À partir du XVe siècle, les joupans valaques ou slaves doivent progressivement choisir entre la perte de leurs privilèges (et le servage) ou bien leur intégration, par passage au catholicisme, dans la noblesse hongroise, avec le titre d’ispán (comte). Ceux qui s’y refusent descendent (descălecarea) dans les principautés danubiennes orthodoxes de Moldavie et Valachie, les autres (la majorité) choisissent le statut et les fonctions des ispáns magyars qui sont les mêmes que dans la Hongrie royale.

## Dobrogée, Valachie et Moldavie
En Dobrogée et dans les Principautés danubiennes de Moldavie et Valachie, un joupan est un hobereau, chef d’un territoire et vassal d’un boyard, d’un monastère ou du voïvode/hospodar, investi de fonctions administratives (inventaires, répartition des corvées, perception des taxes), judiciaires (nommer les juges, enregistrer les jugements) et militaires (lever la troupe, faire forger les armes) auprès d’une communauté de paysans ou de bergers libres (mocani, moșneni, răzeși). Autonomes, les joupans disparaissent progressivement durant les XVIe et XVIIe siècles, soit par intégration dans l’aristocratie des boyards, soit par perte des privilèges et chute dans le servage, à mesure que celui-ci progresse et que les voïvodes ou hospodars, ne disposant plus d’armées d’hommes libres, font appel à des mercenaires (souvent arvanites).

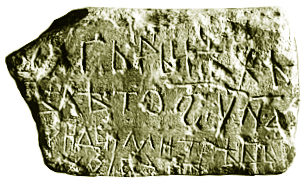
Inscription de Dobrogée de 943, mentionnant un joupan Demetrios, vassal du basileus byzantin.

## Bosnie, Bulgarie, Macédoine, Monténégro et Serbie
En Bulgarie, Bosnie-Herzégovine, Macédoine, Monténégro et Rascie et Serbie, un joupan (жупън : župăn) est un hobereau, chef d’un territoire et vassal du monarque, à la fois juge et commandant à la guerre d’une communauté de paysans ou de guerriers libres. Les joupans disparaissent avec la conquête ottomane, soit en passant à l’islam pour devenir aghas, beys (gouverneurs locaux) ou kadis (juges), soit en tombant en servitude dans les timars (seigneuries concédées par les sultans à leurs fidèles).

## Croatie
En Croatie moderne, le joupan (župan) est le chef de l’exécutif au niveau du comitat, élu par l’assemblée locale et a un rôle comparable au préfet (de région ou de département) en France.

## Slovaquie
En Slovaquie moderne le joupan est le chef élu de l’exécutif des régions autonomes créées en 2001 qui constituent les collectivités régionales du pays (officiellement predseda samosprávneho kraja soit « président de région autonome »). Il s’agit de la réutilisation d’un titre utilisé officiellement à l’époque du royaume de Hongrie, de l'Autriche-Hongrie et au début de la république tchécoslovaque (jusqu’en 1928).

## Slovénie
En Slovénie moderne, les joupans (župan) sont les maires des communes.
Quand la Slovénie a été partagée entre l’Italie, la Hongrie et l’Allemagne nazie le 17 avril 1941, dans la partie italienne appelée province de Lubiana, la nouvelle administration fut dirigée par un haut-commissaire italien, mais il y eut également un « président du conseil des joupans » (presidente dello consiglio degli spani).